# Janlavyn Narantsatsralt
Janlavyn Narantsatsralt (idioma mongol: Жанлавын Наранцацралт; 1957 - 12 de noviembre de 2007) fue un político mongol y primer ministro de Mongolia entre 1998 y 1999.
Nació en Ulán Bator y estudió su licenciatura en planificación de uso de tierras en la Unión Soviética durante la década de 1980. Obtuvo un PhD en ciencias geográficas en la Universidad Estatal de Moscú en 1990. Posteriormente visitó un instituto de investigación en India y tomó cursos de desarrollo económico y urbano en Japón y Corea del Sur.
Al regresar de Moscú trabajó como ingeniero y oficial ejecutivo en el Instituto de Mantenimiento de Suelos. Desde 1989 hasta 1991 fue científico y jefe de departamento en el Instituto de Política de Suelos del Ministerio de Ambiente. Luego fue un experto y jefe de departamento en la Oficina de Desarrollo Urbano de Ulan Bator.
En 1996 fue elegido alcalde de Ulan Bator y en diciembre de 1998 fue nombrado primer ministro de Mongolia. Renunció ocho meses después luego de una controversia sobre una carta enviada al vicepresidente del Gobierno de Rusia acerca del uso de una mina de cobre y molibdeno ubicado entre Rusia y Mongolia.
Entre 1999 y 2000 fue profesor en la Universidad Nacional de Mongolia, en la facultad de geografía y mantenimiento de suelos. En las elecciones del 2000 ganó un escaño en el Gran Hural del Pueblo. Desde 2006 hasta su muerte, fue miembro del comité permanente del parlamento. Falleció en un accidente automovilístico el 12 de noviembre de 2007.